# Grisalla

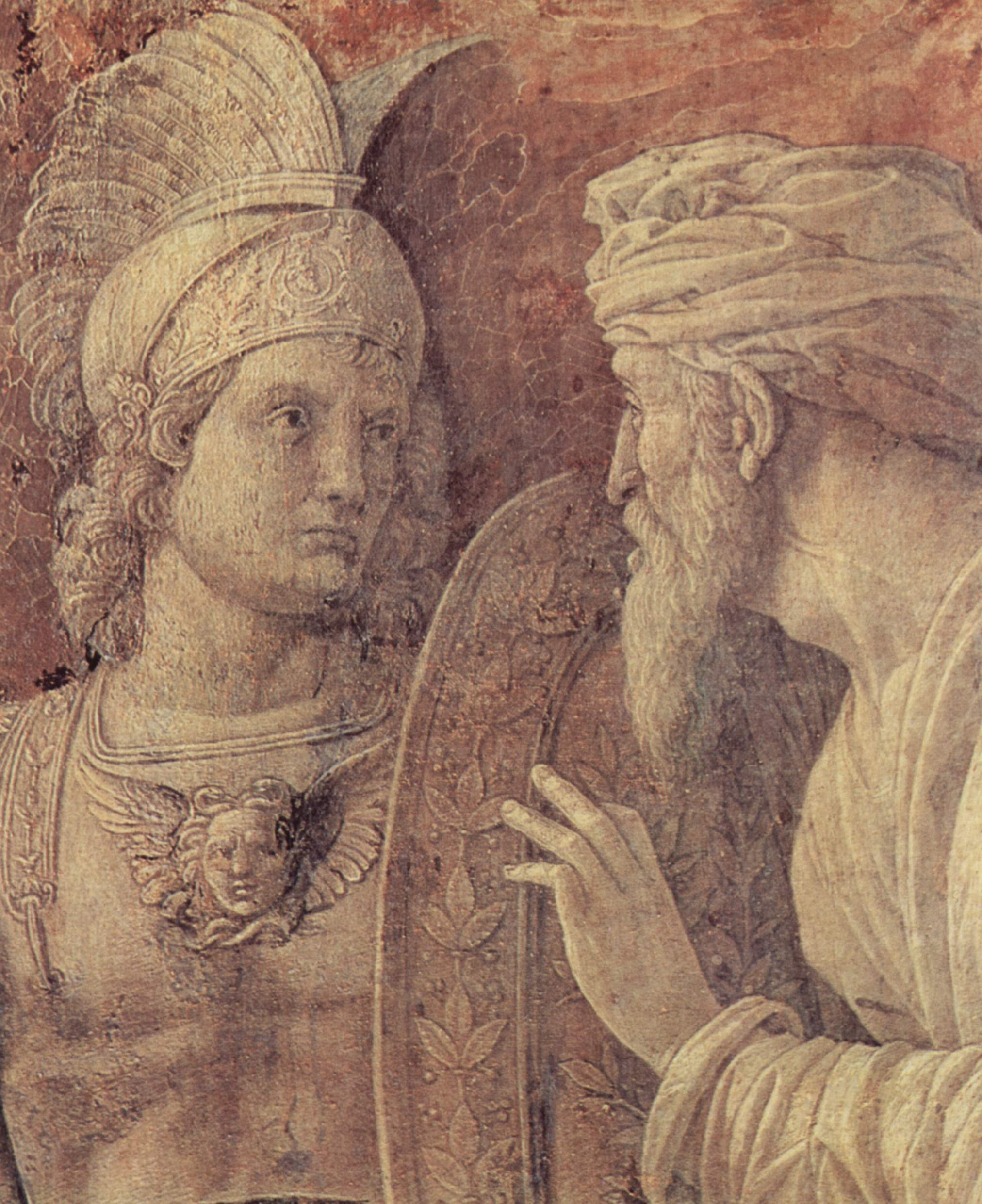
Grisalla de Andrea Mantegna a la National Gallery de Londres, (c.1500).

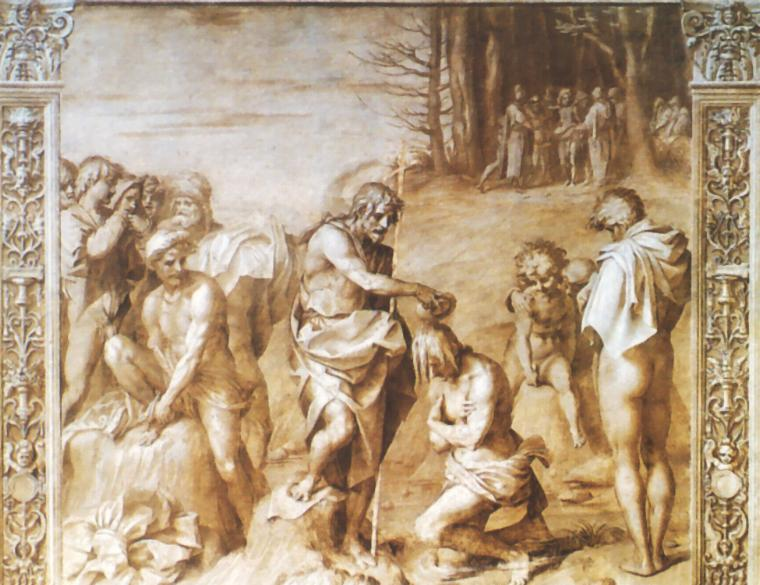
El baptisme de Crist, fresc en grisalla de Andrea del Sarto, al Chiostro dello Scalzo, Florència (1511-1526).

La grisalla és una tècnica pictòrica basada en una pintura monocroma en camafeu gris que produeix la sensació de ser un relleu escultòric. Va ser posada de moda per diversos escultors al segle xiv, emprant-la en esbossos i dibuixos preparatoris, ja que amb aquesta tècnica aconseguien de fer l'efecte de relleu mitjançant un clarobscur molt matisat, fent diverses gradacions d'un sol color, en general gris o groc fosc, el més proper possible al color de la pedra.
Encara que l'ús de la grisalla arrenca a l'alta edat mitjana, la seva generalització va començar a França, al taller del pintor i escultor André Beauneveu. S'usava principalment a manuscrits (com a Heures de Jeanne d'Évreux, de Jean Pucelle, Cloisters, Nova York), i sobretot a bastiments, substituint escultures o elements d'arquitectura (Saltiri del duc de Berry, 1380 - 1385, Bibliothèque Nationale, París). Sota el regnat de Carlos V, l'ús de la grisalla va tenir un notable apogeu, sobretot a la miniatura, el vitrall i la pintura (Frontal de Narbona, Louvre). La seva utilització serà una de les característiques de la pintura nòrdica: al dors dels retaules s'acostumava a representar una Anunciació  en grisalla (L'anyell místic, Jan Van Eyck, catedral de Sant Bavón, Gant).
Durant un temps, la grisalla va rebre una funció religiosa sent associada al temps de quaresma per la litúrgia catòlica, però aviat va perdre aquesta funció: en temps de Bruegel i El Bosch (El fill pròdig, Museu Boymans Van Beuningen, Rotterdam), es va convertir en un procediment pictòric que, traduint la falsa perspectiva, posava a prova l'habilitat del pintor. Així va ser utilitzada per nombrosos artistes: Andrea del Sarto, Correggio, Beccafumi, Rubens, Van Dyck, etc.
A mitjan segle xvi, la grisalla va tenir gran èxit a l'esmalt, amb Pierre Reymond i els germans Pénicaud. Al segle xviii, va constituir una de les varietats d'esbós rococó amb pintors com Boucher o Pittoni; P.J. Sauvage va practicar una especialitat de falsos baixos relleus pintats. Des d'aleshores ha continuat sent una tècnica utilitzada per molts artistes.
Existeixen exemples de cases senyorials de principis del segle xix on la grisalla s'empra per a la decoració de les parets, seguint el gust neoclàssic més auster que prefereix aquesta gamma de grisos enfront del color i el nervi tardobarroc. En el cas de Catalunya hi ha un exemple molt clar de l'ús d'aquesta tècnica en la decoració d'interiors al Museu Romàntic Can Papiol de Vilanova i la Geltrú, on gairebé totes les estances de la planta noble estan decorades amb grisalles que representen temes bíblics.
Josep Maria Sert s'emfatitza encara més per la seva evolució cromàtica, que acaba recolzant-se en un predomini de la monocromia daurada. Emprava una gamma cromàtica limitada: ors, ocres, terres torrades, amb tocs de carmí, utilitzant com a fons una rica preparació en metall, plata, pans d'or, etc. La seva pintura és propera a la grisalla.